# Ligne 3 du tramway de Szczecin
Pour les articles homonymes, voir Ligne 3.
La ligne 3 du tramway de Szczecin relie l'arrêt Las Arkoński à celui de Pomorzany. Inaugurée en 1905, elle compte actuellement 22 stations pour une longueur totale de 8,7 km.

## Tracé et stations

### Tracé
| → Pomorzany | → Las Arkoński |
| --- | --- |
| Las Arkoński - Arkońska – Niemierzyńska – Krasińskiego – Wyzwolenia – Niepodległości – Dworcowa – Nowa – Kolumba – Chmielewskiego – Smolańska – Pomorzany | Pomorzany - Smolańska - Chmielewskiego - Kolumba - Nowa - Dworcowa - Niepodległości - Wyzwolenia - Krasińskiego - Niemierzyńska - Arkońska - Las Arkoński |

### Liste des stations
| Stations                 | Quartier desservi                      | Correspondances tram                 |
| ------------------------ | -------------------------------------- | ------------------------------------ |
| Las Arkoński             | Arkońskie-Niemierzyn                   | (10)                                 |
| Wojciechowskiego         | Arkońskie-Niemierzyn                   | (10)                                 |
| Tatrzańska               | Arkońskie-Niemierzyn                   | (10)                                 |
| Arkońska Szpital         | Arkońskie-Niemierzyn                   | (10)                                 |
| Wszystkich Świętych      | Arkońskie-Niemierzyn                   | (10)                                 |
| Niemierzyńska Technopark | Niebuszewo-Bolinko                     | (10)                                 |
| Muzeum Techniki          | Niebuszewo-Bolinko                     | (10)                                 |
| Krasińskiego             | Niebuszewo-Bolinko                     | (10)                                 |
| Kołłątaja                | Niebuszewo-Bolinko, Śródmieście Północ | (2) · (10) · (12)                    |
| Odzieżowa                | Śródmieście Północ                     | (2) · (10) · (12)                    |
| Rayskiego                | Śródmieście Północ, Centrum            | (2) · (10) · (12)                    |
| Plac Rodła               | Centrum                                | (1) · (2) · (5) · (10) · (11) · (12) |
| Plac Żołnierza Polskiego | Stare Miasto                           | (1) · (2) · (10)                     |
| Brama Portowa            | Stare Miasto                           | (1) · (2) · (7) · (8) · (9) · (10)   |
| Plac Tobrucki            | Nowe Miasto                            |                                      |
| Dworzec Główny           | Nowe Miasto                            | (6)                                  |
| Kolumba                  | Nowe Miasto                            | (6)                                  |
| Nadodrzańska             | Nowe Miasto                            | (6)                                  |
| Tama Pomorzańska         | Pomorzany                              | (6)                                  |
| Świętego Józefa          | Pomorzany                              | (6)                                  |
| Pomorzany                | Pomorzany                              | (4) · (6) · (11) · (12)              |

## Exploitation

### Matériel roulant
| Image | Modèle              | Constructeur                 | Construction |
| ----- | ------------------- | ---------------------------- | ------------ |
|       | Tatra KT4DtM        | ČKD                          | 1974–1997    |
|       | Konstal 105N2k/2000 | Konstal                      | 2000–2001    |
|       | Moderus Beta MF15AC | Modertrans                   |              |
|       | Konstal 105Ng/S     | Centralne Warsztaty Szczecin | 2015–2016    |